# Isla mareal

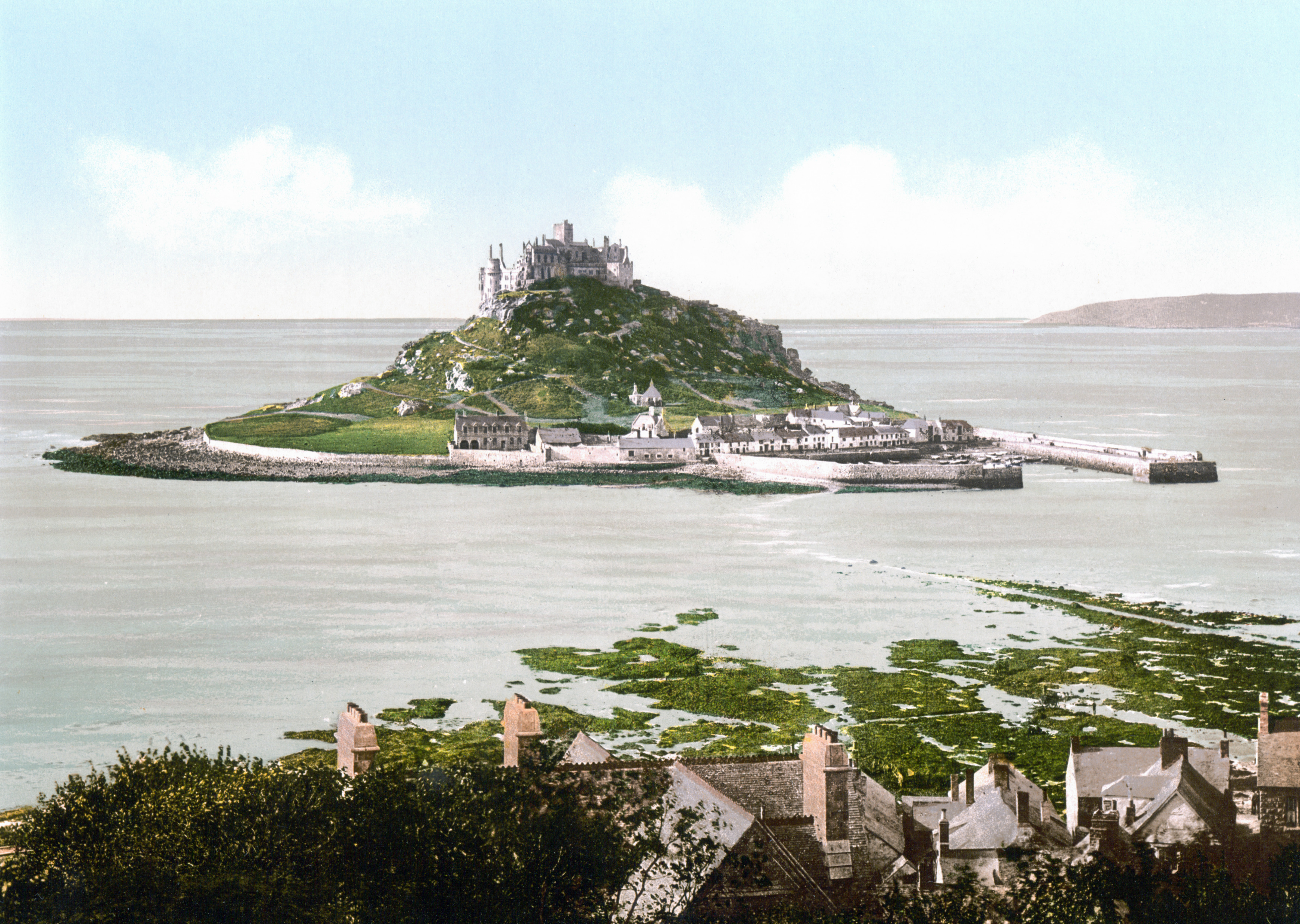
El St Michael's Mount, Cornualles, Inglaterra, en marea baja en 1901.

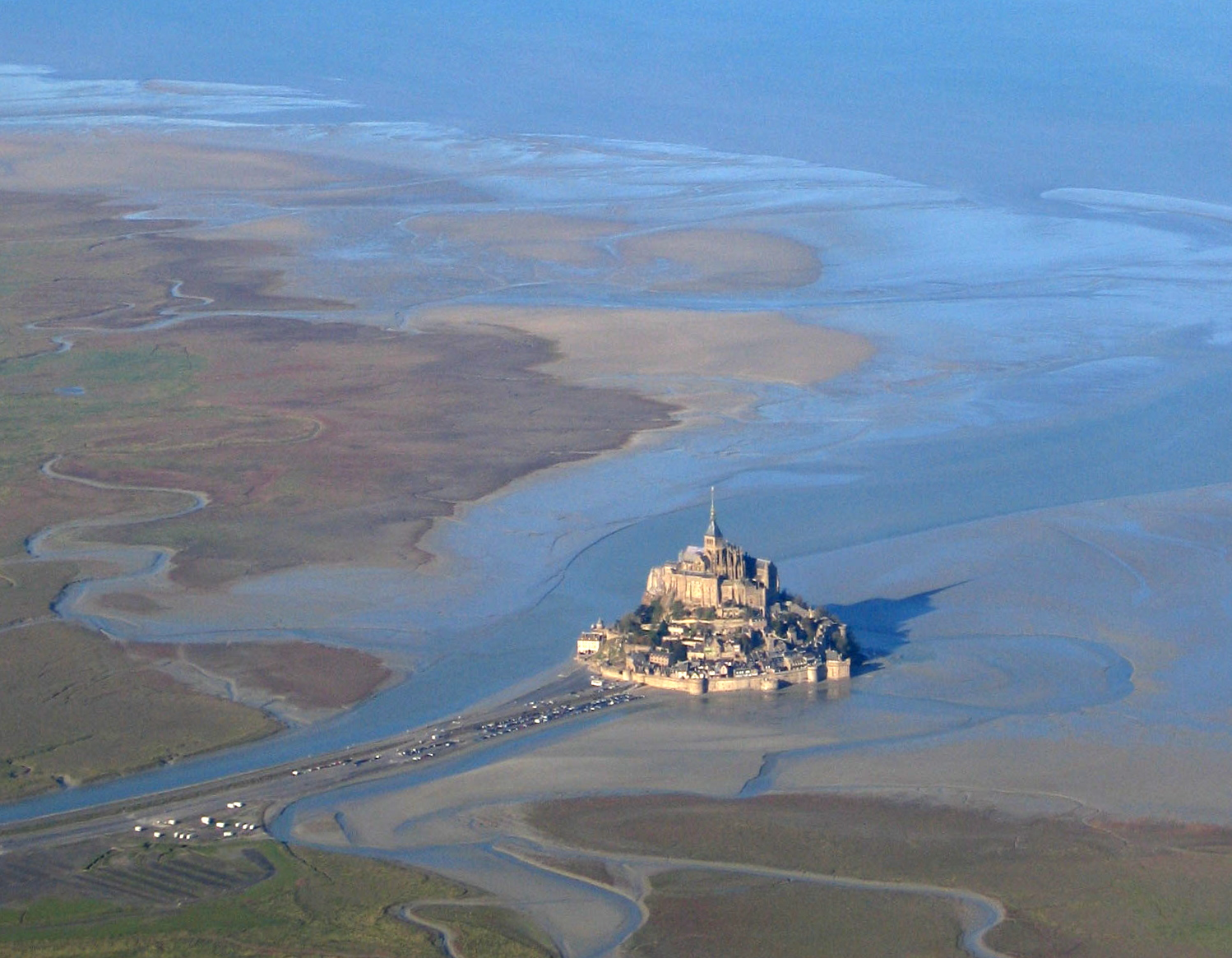
El Monte Saint-Michel, departamento de la Mancha, Francia, en marea baja en 2009.

Una isla mareal o también isla accesible en marea baja (en inglés, tidal island) es una extensión de tierra que está conectada al continente por una lengua de tierra, de origen natural o humano, que emerge en marea baja y queda sumergida en pleamar. 
Este fenómeno se produce solo en lugares donde la amplitud de las mareas es lo bastante grande, ya que es preciso que esas islas estén rodeadas completamente por el agua cuando la marea está alta. La zona temporalmente sumergida se llama zona mareal (o zona intermareal) o según el galicismo, estrán, que corresponde a las tierras inundadas en las mareas más altas. 
Debido a la mística que rodea las islas mareales muchas de ellas han sido lugares de culto religioso —como el francés Monte Saint-Michel, con su abadía benedictina, y el St Michael's Mount inglés, con su capilla y castillo— o emplazamientos de fortalezas y castillos, debido a las propias condiciones naturales para su defensa.
La antigua isla de Bennelong, en Sídney, Australia, fue desarrollada en punta Bennelong y ahora es la ubicación de la Ópera de Sídney.

## Islas mareales en el mundo

### Italia

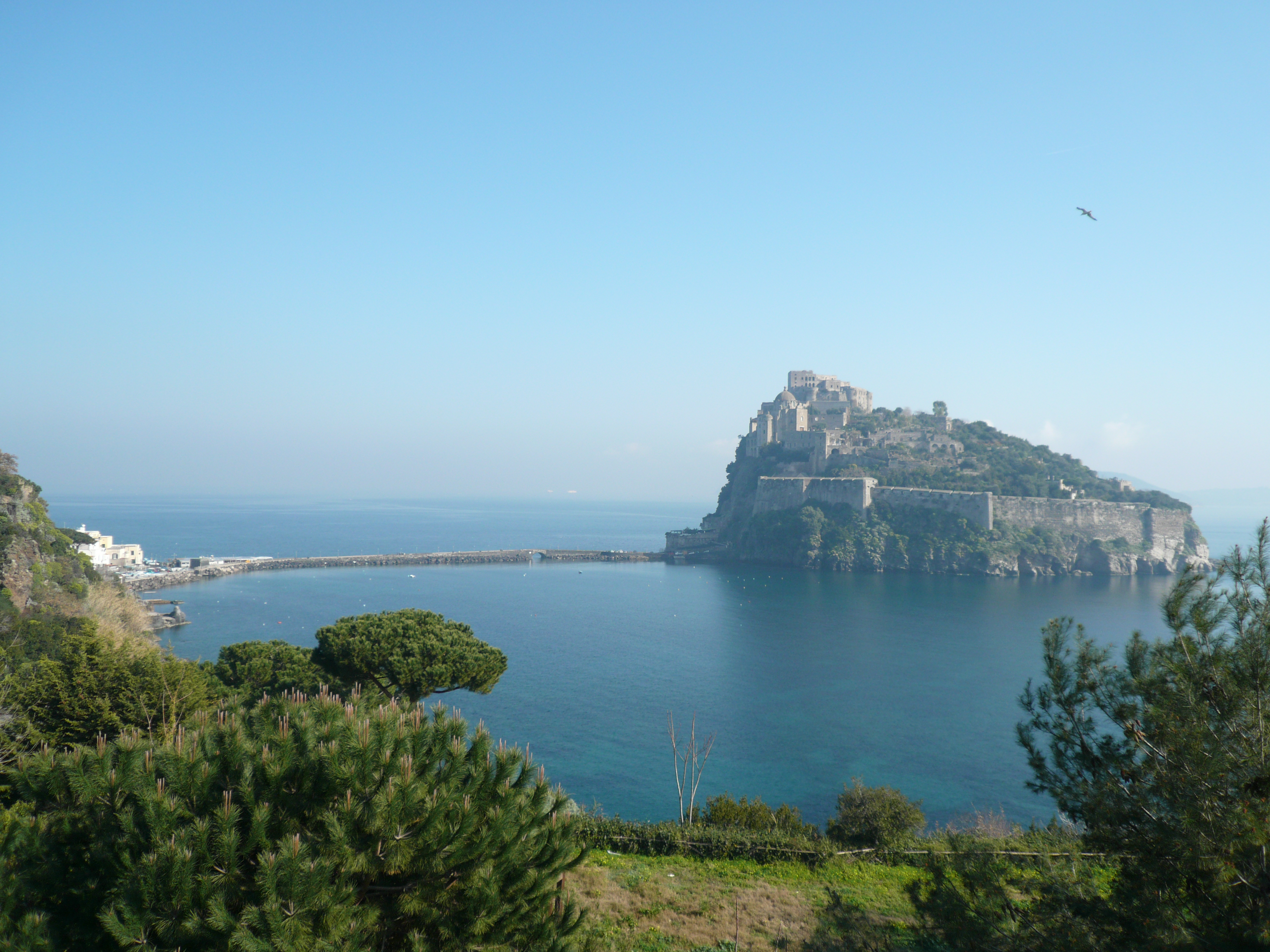
El Castello Aragonese.

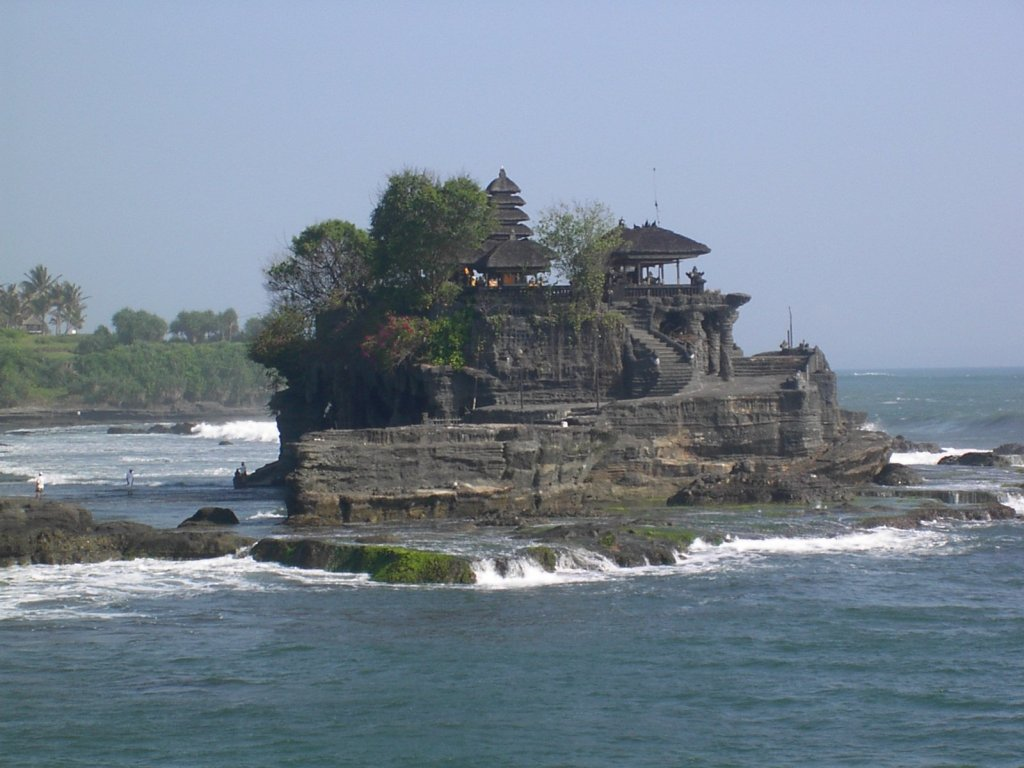
Templo Tanah Lot en Bali, Indonesia, accesible a pie en marea baja

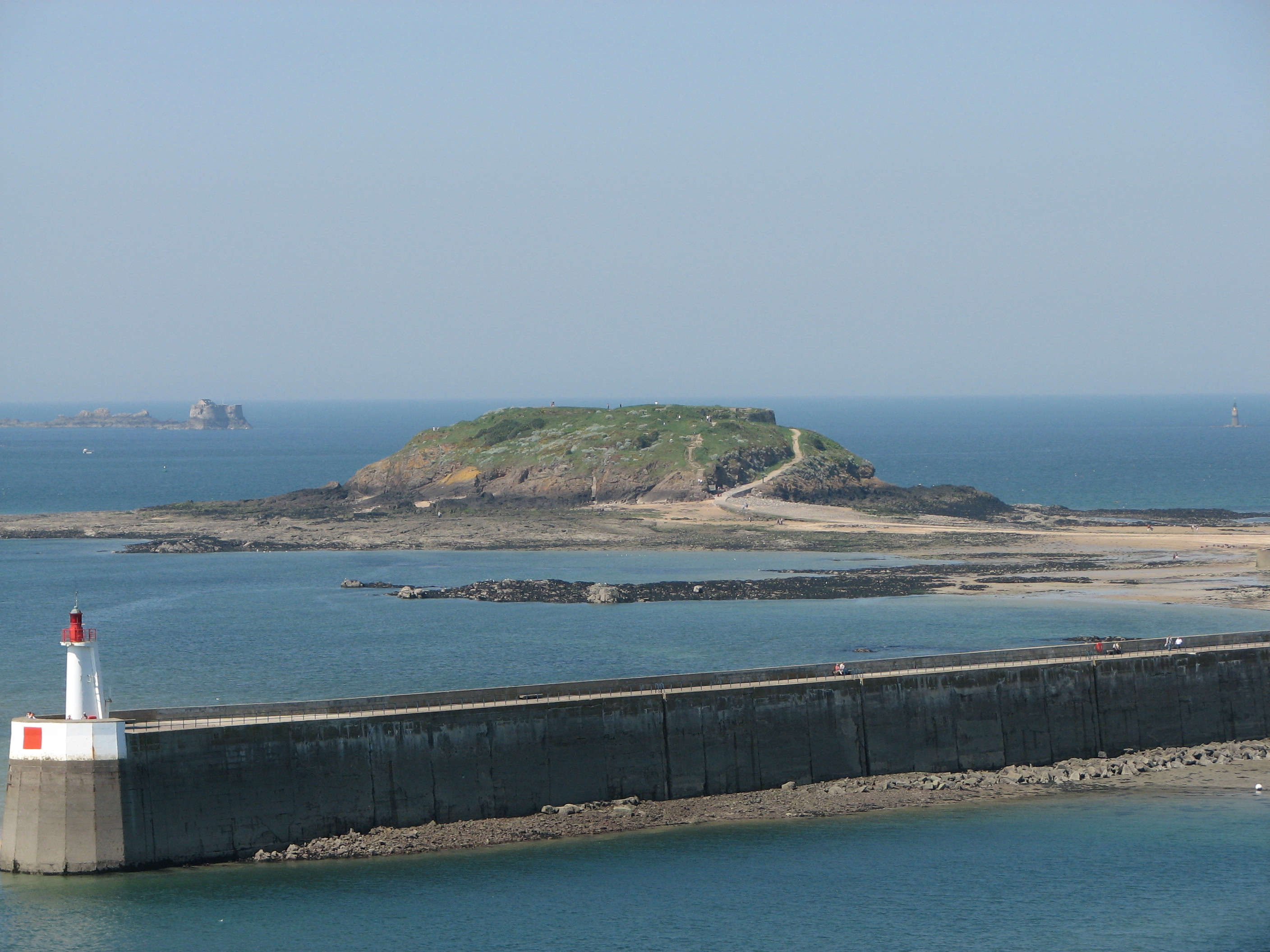
El Castillo Grand Bé en Saint-Malo en marea baja. Visto desde la Cité d'Aleth, al fondo, el fuerte de La Conchée.

- Castello Aragonese, en Ischia.

### Canadá
- Isla del Ministro en Nuevo Brunswick.
- Isla Micou en la bahía de St. Margarets, en Nueva Escocia.

### Francia
- Monte Saint-Michel, en la Mancha.
- Isla de Noirmoutier, en Vendée.
- Berder, en el golfo de Morbihan, Morbihan.
- Callot, (Carantec, Finistere)
- Île Carn, en Finisterre (Francia).
- Fort Énet (Fouras, en Charente-Maritime).
- Fort Louvois (Bourcefranc-le-Chapus, en Charente-Maritime).
- Grand Bé (Saint-Malo, Ille-et-Vilaine)
- Petit Bé (Saint-Malo, Ille-et-Vilaine)
- Fort National (Saint-Malo, Ille-et-Vilaine)
- Isla de Petit-Chevret (Rothéneuf / Saint-Malo, Ille-et-Vilaine)
- Fort du Guesclin (Saint-Coulomb, Ille-et-Vilaine)
- Les Ebihens (Saint-Jacut-de-la-Mer, en Côtes-d'Armor).
- Isla Madame, en Charente-Maritime.
- Isla Milliau (Trébeurden, en Côtes-d'Armor).
- Isla de Raguenès (Finistere)
- Islote Saint-Michel, en Côtes-d'Armor.
- Tatihou (Saint-Vaast-la-Hougue, en Mancha.
- Isla Tascon, en el golfo de Morbihan.
- Tombelaine, cerca de Mont-Saint-Michel.
- Isla de Nôle (Bourcefranc-le-Chapus, en Charente-Maritime.
- Fort Bloqué (Ploemeur, Morbihan.

### Alemania/Dinamarca
- Halligen en las islas Frisias del Norte, Alemania/Dinamarca
- Mandø, en la costa occidental de Dinamarca

### Guernsey
- Lihou en Guernsey, una de las islas del Canal.

### Irlanda
- Isla Omey en Connemara, County Galway, Connacht.

### Reino Unido
- Gugh en las islas Sorlingas.
- Isla Hilbre en el estuario del río Dee, entre North Wales y la inglesa península de Wirral.
- St Michael's Mount, en Cornualles.

#### Escocia
- Baleshare, en las Hébridas Exteriores
- Brough of Birsay en Orcadas.
- Isla Cramond, Edimburgo.
- Isla Davaar, cerca Campbeltown, en la península de Kintyre.
- Erraid off the Isle of Mull.
- Oronsay en las Hébridas Interiores.
- Isla Rough, frente a Rockcliffe, Dumfries & Galloway.

#### Inglaterra
- Isla Burgh en Devon.
- Isla Chapel en Cumbria.
- Lindisfarne en Northumberland.
- Isla Northey en Essex.
- Isla Osea, en Essex.
- Isla Sheep en Cumbria.
- Isla St Mary's en North Tyneside.

#### Gales
- Isla Llanddwyn, en la costa de Anglesey en North Wales.
- Isla Sully en el Vale of Glamorgan.
- Worm's Head al final Gower.

### Estados Unidos
- Isla Bar en Maine.
- Isla High, en Nueva York.
- Isla Long Point, Harpswell, Maine.
- Cana Island Lighthouse en Wisconsin.
- Battery Point Light en California.
- Isla Camano, en el Estrecho de Puget, Washington

### España
- Isla del Castro, Cantabria
- Isla de Cortegada, Galicia
- Isla de la virgen del Mar, Cantabria
- Isla de la Torre, Cantabria
- Isla San Nikolas, Lequeitio, Bizkaia